# Macrotarsomys petteri
Macrotarsomys petteri — вид гризунів родини Незомієві (Nesomyidae).

## Поширення
Цей вид відомий тільки з Forêt d'Andaladomo, провінція де Туліара, на південному сході Мадагаскару. Було зібрано на близько 80 м над рівнем моря. Один відомий екземпляр був зібраний на землі в ізольованому фрагменті сухих листяних лісів, що ростуть на червоних пісках. Площа захоплення був оточений дрібним чагарником і Euphorbia.

## Загрози та охорона
Місцевий ліс частково деградував, в основному через очищення району для вирощування кукурудзи. Середовище проживання не захищене і має велике антропогенне навантаження у вигляді вибіркових рубок, випасання худоби, та чистки для сільськогосподарських культур. Не відомо, чи живе в будь-яких охоронних територіях.